# Bothriochloa ewartiana
Bothriochloa ewartiana är en gräsart som först beskrevs av Karel Domin, och fick sitt nu gällande namn av Charles Edward Hubbard. Bothriochloa ewartiana ingår i släktet Bothriochloa och familjen gräs. Inga underarter finns listade i Catalogue of Life.

## Bildgalleri

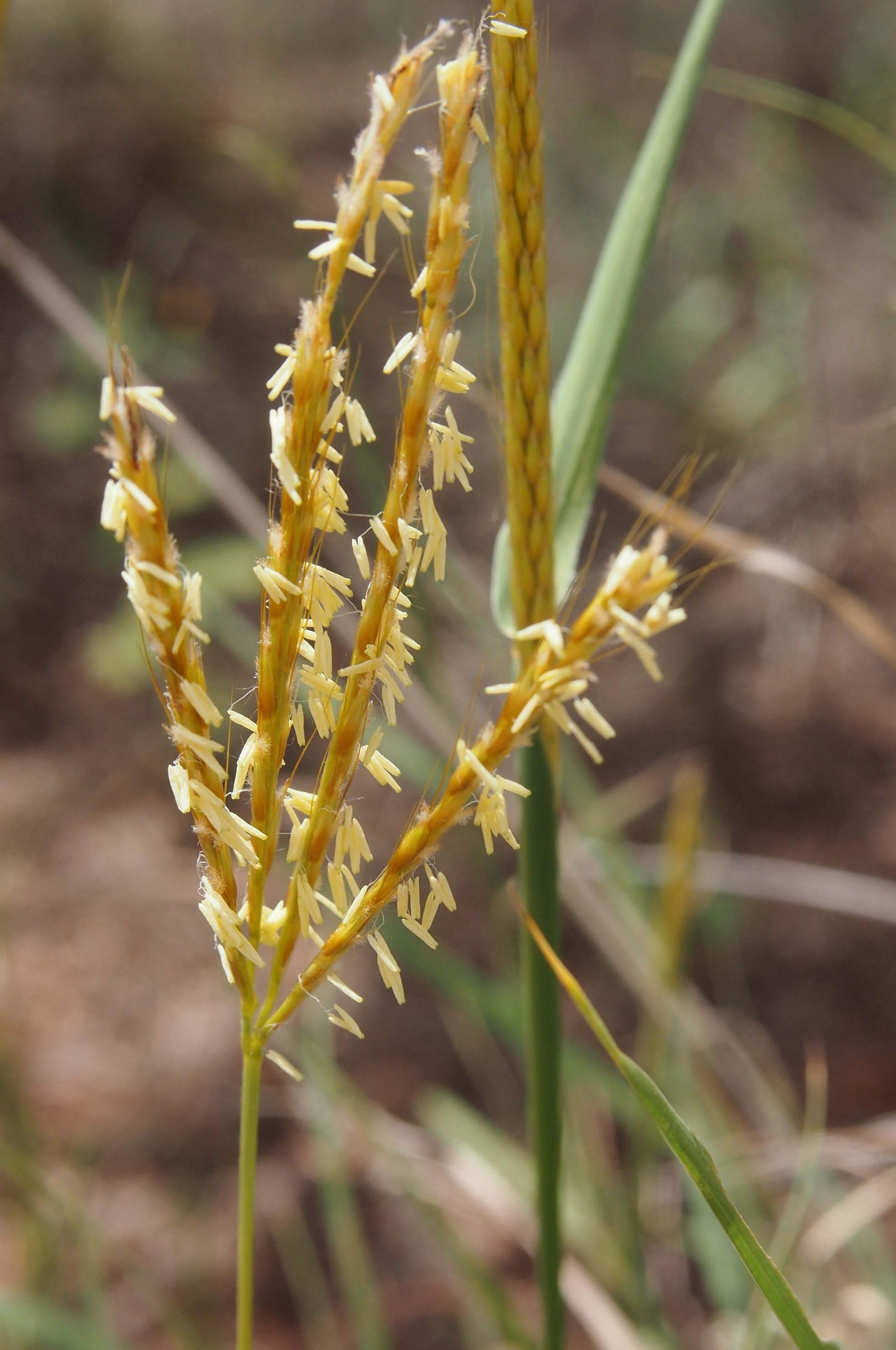
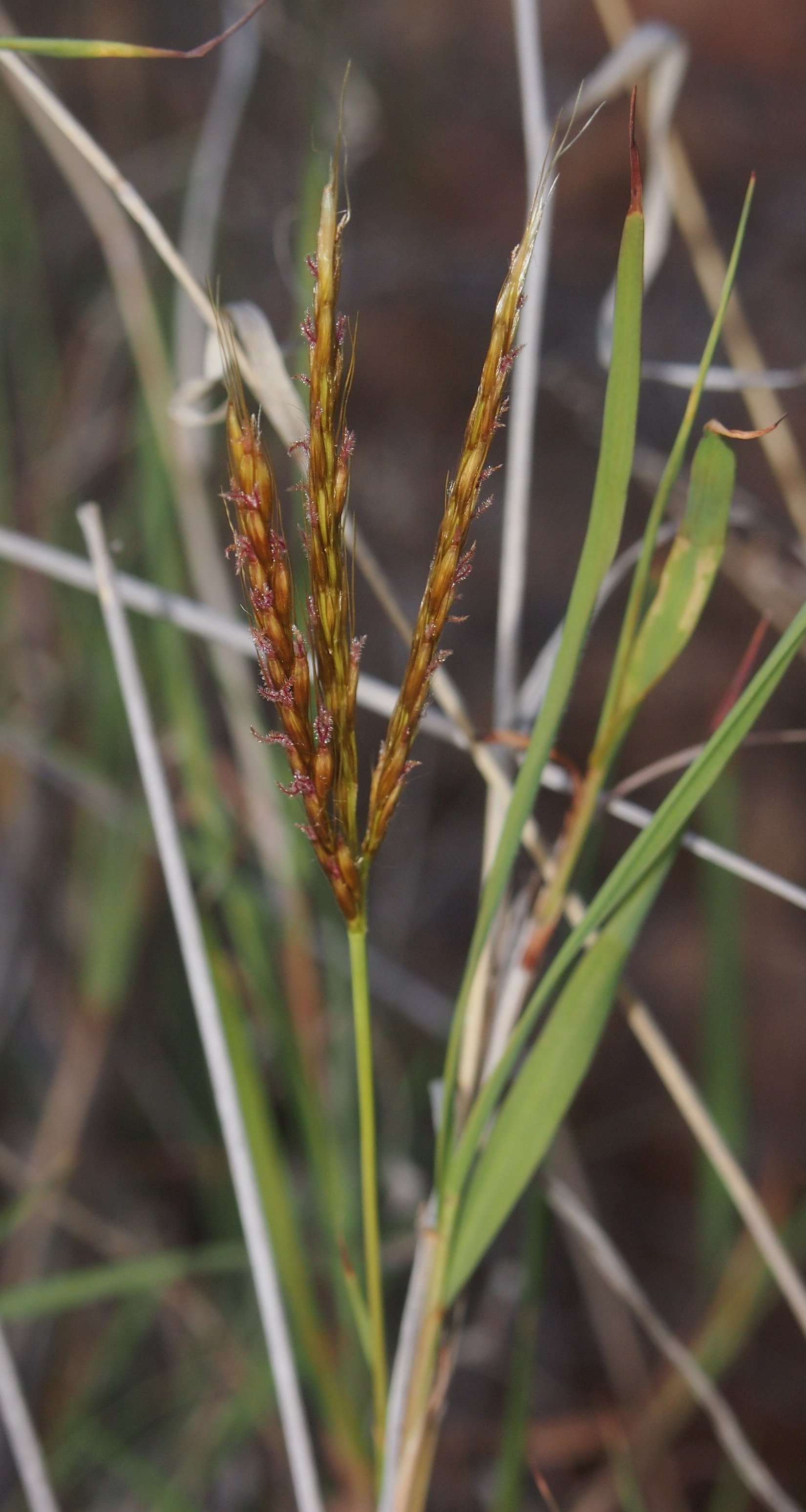
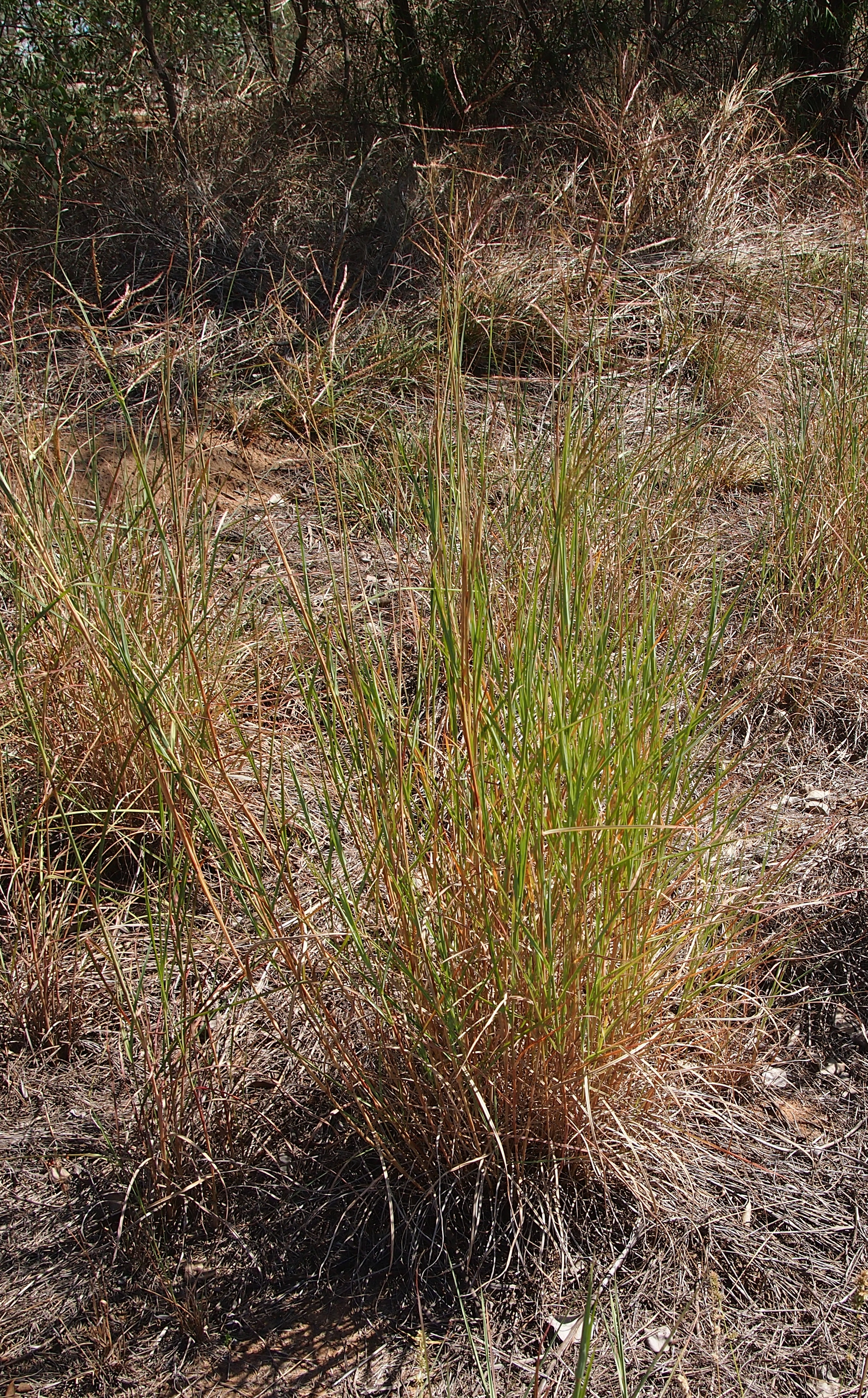
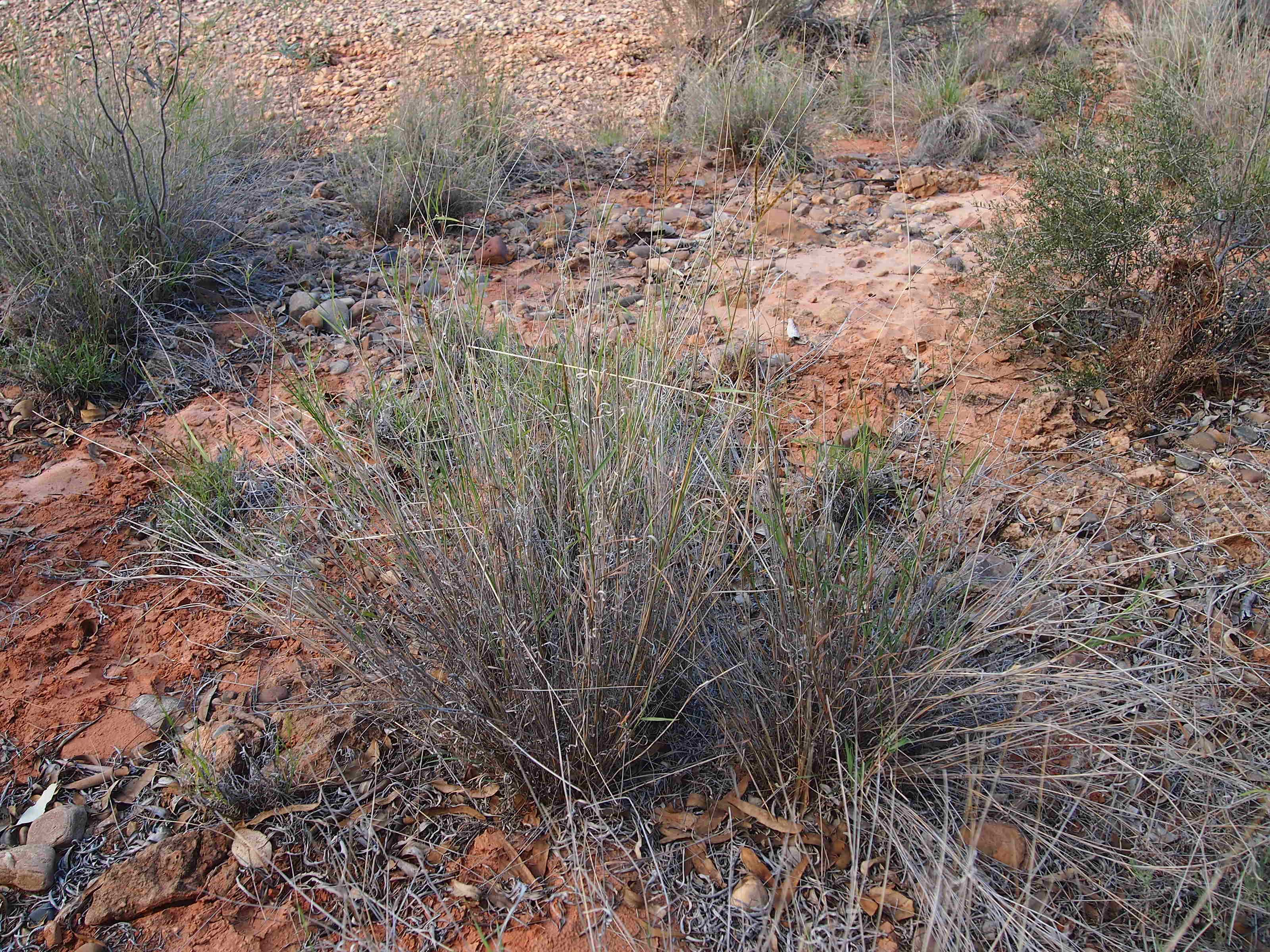